# Patagonia (Arizona)
Patagonia – miasto w Stanach Zjednoczonych, w stanie Arizona, w hrabstwie Santa Cruz.